# Anna Vetter
Anna Vetter (Kattenhochstatt, Principado de Ansbach, enero de 1630- mayo de 1703) fue una  predicadora y visionaria mística. Escribió una autobiografía publicada por Gottfried Arnold en su Unparteyischen Kirchen- und Ketzer-Historie. 

## Trayectoria
Anna Hitsch nació en 1630 del matrimonio formado por el herrero Adam Hitsch y su esposa Margarete en Kattenhochstatt, actualmente un distrito de Weißenburg in Bayern.  Al año siguiente, Johann Tserclaes entró en el Principado de Ansbach. Su padre murió en el caos de la Guerra de los Treinta Años así que la madre tuvo que mantener sola a la familia. Así, Vetter describió cómo había transportado los lechos desechados de las víctimas de la peste a otras ciudades y los había vendido allí. Tenía cicatrices en el brazo izquierdo debido a un accidente en su niñez con agua hirviendo y un brazo mermado.
Alrededor de 1651, siendo costurera Anna se casó con un albañil de Ansbacher y más tarde con Johann Michael Vetter. Entre 1652 y 1663 dio a luz a siete hijos, entre ellos sus hijas Anna Maria en 1661 y Anna Barbara en 1663. Vetter describió sus experiencias matrimoniales con total crudeza: su esposo había sido un bebedor distante que la golpeó y la violó; ella estuvo gravemente enferma en su último embarazo.
Durante uno de los últimos embarazos, probablemente el de María, tuvo su primera visión divina. Después de dar a luz, recibió la orden divina de predicar en el púlpito. Las autoridades le impidieron hacerlo, le preguntaron sobre sus visiones y posteriormente fue encadenada a su casa  alrededor de 1662. Ella afirmó haberse liberado de las cadenas después de medio año y luego se mudó a las afueras de Ansbach alrededor de 1663 para predicar en Eichstätt, Ellingen y Dinkelsbühl contra el "dragón negro del papado". Según sus propias declaraciones, sus visiones se detuvieron en 1663. 
Continuó sintiéndose llamada a difundir sus enseñanzas. A pesar de su confesión de llevar una vida tranquila desde entonces, siguió yendo en contra de las autoridades y exigió, entre otras cosas, su derecho a predicar en público. Sus escritos, que debieron ser escritos alrededor de 1690 (se menciona a un nieto), los entregó al sacerdote Heuber de Ansbach.

## Obra
Al escribir en lengua vernácula y no ser una persona letrada, mezcló sueños visiones de acontecimientos diarios sin transiciones ni explicaciones. Por ello su relato es especialmente convincente. Combinó los detalles ordinarios con metáforas religiosas elaboradas y, como Abraham, habría renunciado a su propia hija por obediencia y así se habría convertido en un instrumento de santificación.
Los escritos de Vetter, destinados a ser publicados, se dividen en primer lugar en una defensa de los derechos religiosos de las mujeres (los puntos esenciales son que las mujeres hablan en la congregación y pueden ser también maestras y profetas); seguidos de cartas a los apóstoles en Ansbach y Nuremberg, y, finalmente, su vida personal, formulada con confianza en sí misma, que escribió de su puño y letra para ser leída en público. Su historia se cierra con una visión apocalíptica. Una visión recurrente es la de los dolores de parto de toda la ciudad de Nuremberg, a la que asiste como partera, salvando a la madre y al niño de la ruina. La ciudad es representada de manera socialmente crítica como un pecador: las mujeres e incluso los niños usaban la brujería con impunidad, los judíos hacían sus travesuras y la nobleza y la burocracia causaban horror y miseria. Otras visiones la hacen testigo de los eventos bíblicos, mira al diablo de diferentes formas y se ve a sí misma como Eva, Cordero de Dios y madre de su pueblo.
Vetter escribió - ella afirmaba haber aprendido a escribir en una visión - en su lengua vernácula, pero tomó términos comunes tanto de la Biblia como del catecismo, así como del vocabulario del misticismo y del floreciente pietismo de su tiempo, como el rapto, la boda mística o el Nuevo nacimiento. Ella redefinió otros términos basados en su visión del mundo: mientras que la "gallina madre" y los "senos" en el pietismo se erigen principalmente como una metáfora de Dios o María, ella se vio a sí misma como donante de dicha para su comunidad. Tomó más imágenes de visiones y parábolas, también con sus propias interpretaciones, del Apocalipsis de Juan y finalmente de su vida cotidiana: la familia principesca de Ansbach representa los aspectos de Dios, los huéspedes consentidos de una "taberna" representan el cristianismo apóstata de Dios.

## Interpretaciones
Gottfried Arnold declaró que el manuscrito de Anna Vetter, que ya no está disponible en su forma original, fue recibido por un "predicador concienzudo" que lo había recibido de la propia Vetter. Arnold ordenó, comentó y editó el manuscrito; en las primeras cuatro ediciones de la Unparteyische Historie, entre 1700 y 1742, el texto fue reelaborado ortográficamente. El documento central sobre la vida de Vetter ha sido distorsionado por la reelaboración editorial de Arnold.
Friedrich Wilhelm Kantzenbach verificó en 1976 con la ayuda de los registros de la iglesia que Anna Vetter fue una persona real; por lo tanto, varios detalles de su autobiografía sobre el nacimiento, el matrimonio y los hijos coinciden esencialmente con las entradas investigadas.
Las visiones y acciones de Anna Vetter han sido interpretadas de manera diferente a lo largo del tiempo. El mismo Arnold en su comentario se presentó como un observador neutral; el luterano Johann Heinrich Feustking los llamó locos no cristianos con revelaciones de mal gusto. Jeannine Blackwell le diagnosticó un historial médico psicológico completo con paralelos reconocidos con confesiones y procesos de brujería del siglo XVII. Gerda Lerner  creyó que fue de los primeros intentos feministas de liberar la subjetividad femenina. Eva Kormann, quien vio a Vetter como una autora centrada en sus circunstancias personales y que utilizó su religión para su propia expresión, está en contra de esta última interpretación.